# Vretamästaren
Vretamästaren är ett anonymnamn på en svensk kyrkomålare verksam under 1100-talets andra fjärdedel.
Vretamästaren under 1100-talets andra hälft utförde han de delvis bevarade dekorationsmålningarna i det så kallade Ragvald Knaphövdes gravkor i Vreta klosterkyrka. Med början i manshöjd löper längs väggen en bred bård där Vretamästaren mellan horisontallöpande konturband i gult och rött har linjerat upp ett perspektivt rutmönster i gult, grågrönt samt några olika nyanser av rött. Med jämna avstånd har han i rutmönstret infogat geometriskt tecknade blommor som fortfarande är bevarade. Ovanför bården finns fragmentariska rester av figurscener som bland annat föreställer himmelrikets port samt till höger om denna två figurer den ena stående med ryggen mot porten som om han hälsade på den andre och i kupolvalvets hjässa har han målat en stor cirkel som omslöt fyra ursprungliga reliefdekorerade nimber symboler. Av de bevarade fragmenten kan man utläsa att Vretamästaren har fått en efterföljare Lars Gabrielsson som i flera målningar ständigt återvänder till Vretamästares mönster.